# Ludwig Becker (Maler)

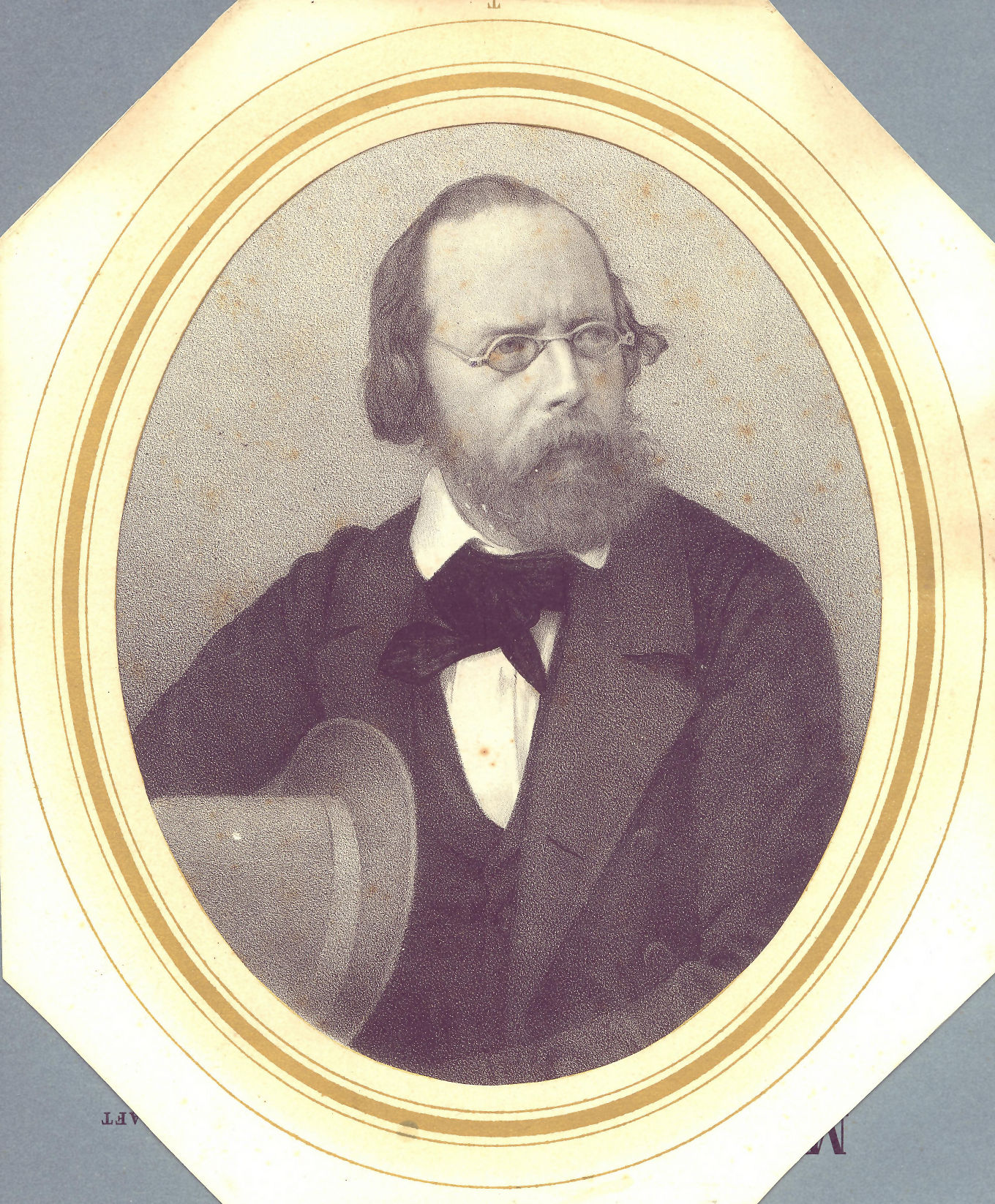
Selbstporträt von Ludwig Becker

Ludwig Becker (* 5. September 1808 in Rödelheim bei Frankfurt am Main; † 29. April 1861 am Koorliatto Waterhole, Bulloo River, Australien) war ein deutscher Maler, Wissenschaftler und Naturforscher.

## Leben
Quellen über Beckers Ausbildung, sein Leben in Deutschland und Australien sind spärlich und lückenhaft. Becker besuchte das Ludwig-Georgs-Gymnasium in Darmstadt. Seinen ersten Malunterricht erhielt er in der Darmstädter Galerie. 1829 siedelte er nach Frankfurt am Main über, wo er als Buchbinder bei dem Verleger und Buchbinder Heinrich Ludwig Brönner arbeitete. Dort erlernte er u. a. das Herstellen von Lithographien. So illustrierte er u. a. Werke des Zoologen Johann Jakob Kaup, mit dem er jahrelang einen Briefwechsel unterhielt. Gleichzeitig studierte er am Städelschen Kunstinstitut. 1840 wurde er Hofmaler in Darmstadt. Hier malte er Genrebilder und Miniatur-Portraits für den Hof des Großherzogs Ludwig III. von Hessen-Darmstadt.

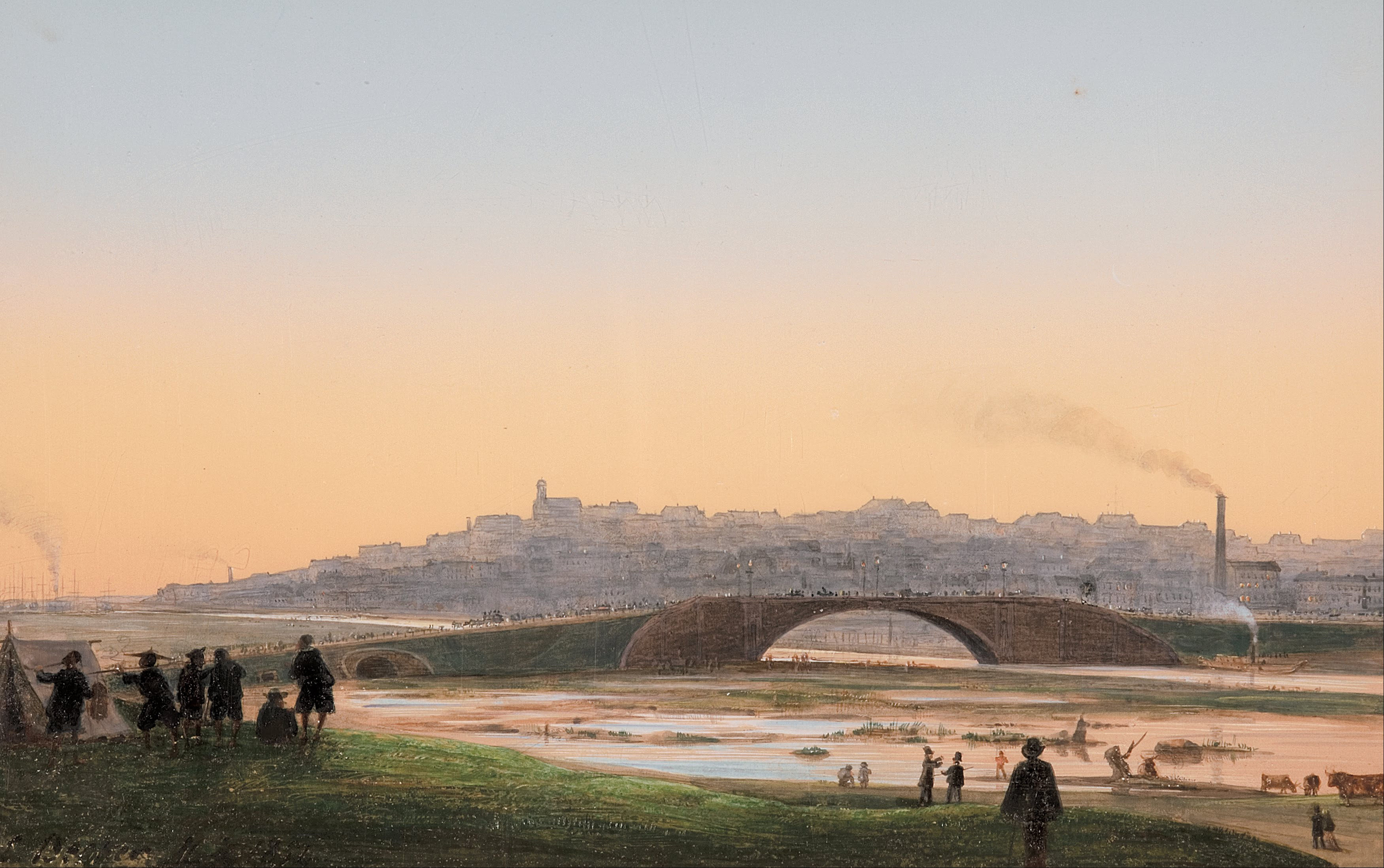
Melbourne von der anderen Seite des Yarra, 1854. Tempera und Aquarell auf Gesso auf Karton.

Aus politischen Gründen verließ er 1848/49 Deutschland, reiste nach England und Brasilien, schiffte sich dort nach Australien ein, wo er am 10. März 1851 ankam. Er ging dann für etwa 20 Monate nach Van Diemens-Land, dem heutigen Tasmanien, wo er naturwissenschaftliche Beobachtungen machte und Kontakte zur Royal Society of Tasmania aufnahm. 1852 ging er zurück nach Australien, wo er 1852–54 in Bendigo recht erfolglos nach Gold suchte, dabei aber auch meteorologische Beobachtungen, Notizen und Skizzen machte, die 1854 in Melbourne in einer Ausstellung gezeigt wurden. 1856 wurde er Mitglied der Victorian Society of Fine Arts und 1859 des Philosophical Institute of Victoria. Mit dem Ornithologen John Gould unterhielt er einen Briefwechsel über den Graurücken-Leierschwanz, versuchte ein Leierschwanz-Küken aufzuziehen und schickte seine Zeichnungen von Leierschwanz-Eiern an Ornithologen in Deutschland und Frankreich.

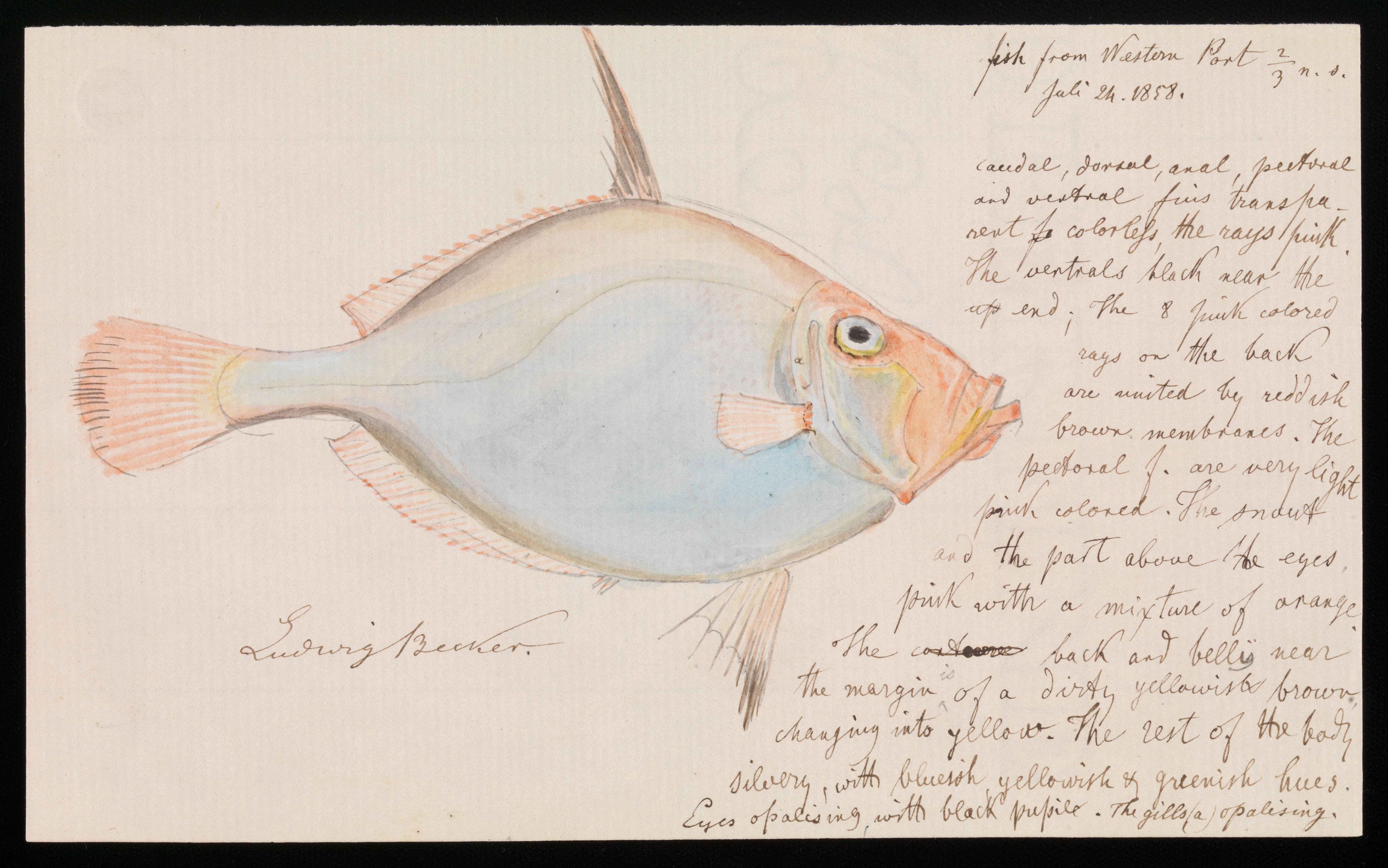
Silberner Petersfisch, Cyttus australis, 1858. Bleistift, Aquarell und Tusche auf Papier.

Als über 50-Jähriger nahm er an der dilettantisch organisierten und schließlich katastrophal verlaufenen Expedition von Burke und Wills teil, auf der das australische Hinterland erforscht werden sollte. Über die Etappen der Expedition verfasste er detaillierte Berichte und dokumentierte Tiere, Pflanzen, Gestein und meteorologische und astronomische Beobachtungen in exakten Zeichnungen in seinen Skizzenbüchern. Er starb am Koorliatto Waterhole, Bulloo River, geschwächt durch die Strapazen der Expedition, und wurde dort begraben. Seit 1987 erinnert ein Gedenkstein an Ludwig Becker, Charles Stone und William Purcell, die innerhalb weniger Tage am Koorliatto Waterhole verstarben.

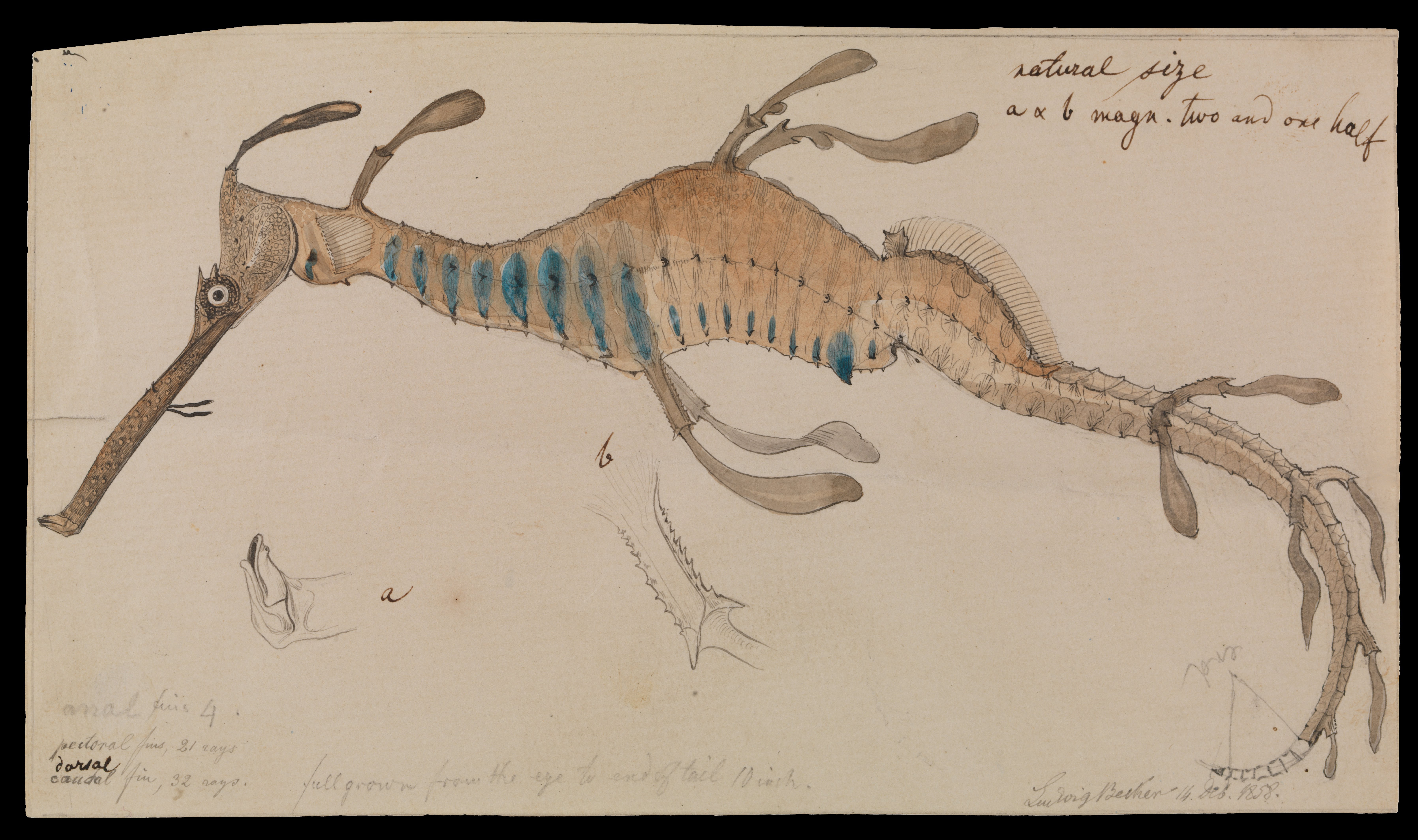
Phyllopteryx foliatus, Zeichnung von Ludwig Becker, Museum Victoria, Melbourne

## Der wissenschaftliche und künstlerische Nachlass
Beckers Skizzenbücher, Tagebücher und wissenschaftliche Aufzeichnungen und die Berichte über die Expedition werden in der La Trobe Library in Melbourne und im Hessischen Staatsarchiv Darmstadt aufbewahrt. Eine Anzahl seiner Zeichnungen befindet sich in der Bendigo Gallery.